# Lnářská tkanina

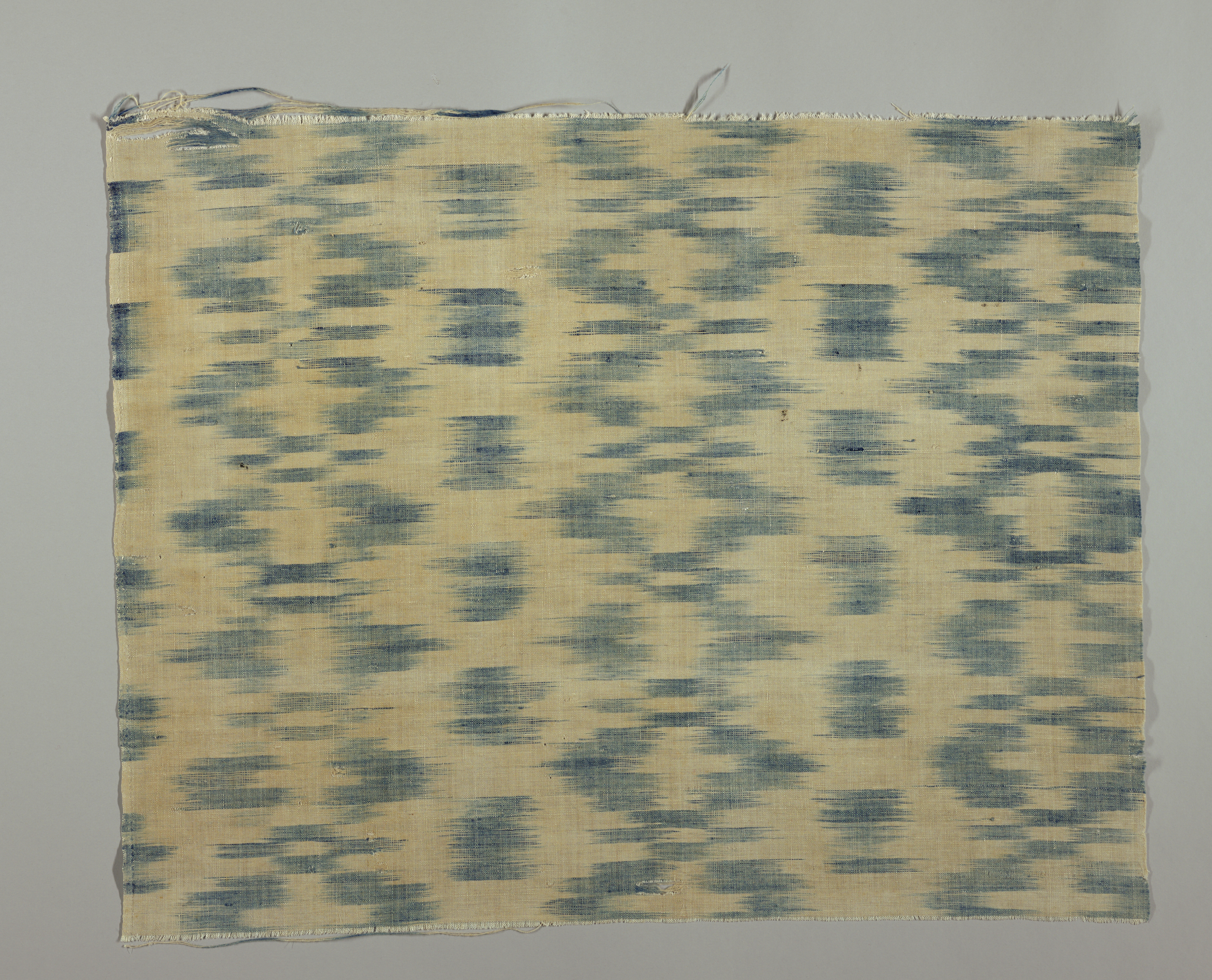
Lnářská tkanina (směs len/bavlna) za začátku 19. století

Lnářská tkanina (něm.: Flachsstoff) je výrobek ze lněných přízí nebo ze směsi lněných a  bavlnářských přízí.

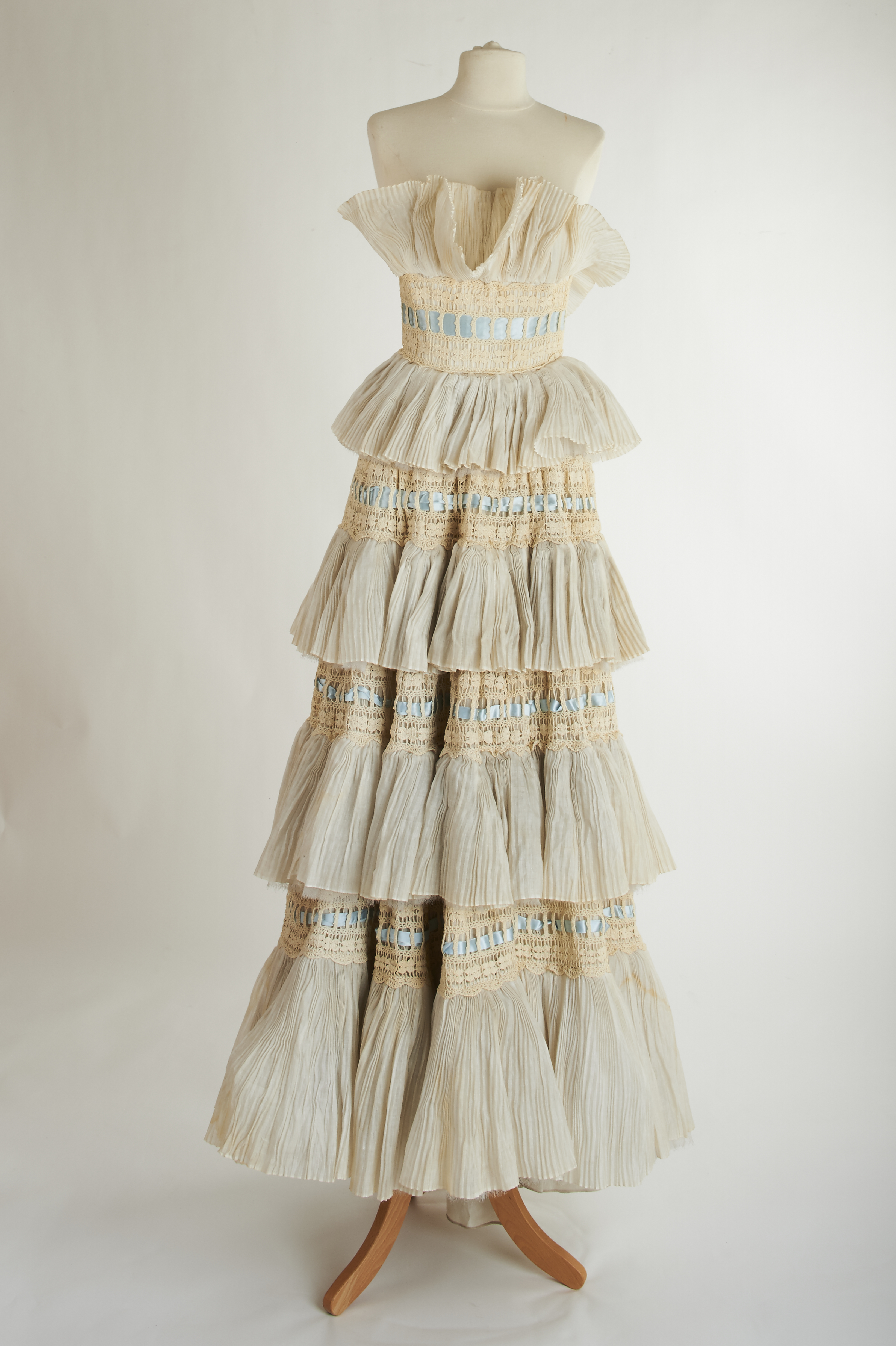
Plisovaná lněná tkanina s ručně háčkovanou ozdobou (muzeum Hunt v irském Limericku 1957)

## Vlastnosti
Lnářské tkaniny mají přirozený lesk, hladký povrch, rustikální vzhled (s tenčími a zesílenými místy v použité přízi), chladivý, tužší omak, značnou mačkavost, dobrou savost a vysokou odolnost proti UV záření.

## Vzorování
Pestrobarevné tkaniny vznikají skoro výlučně z předem obarvených přízí, jen zřídka se potiskují, vlasové lnářské tkaniny se vůbec nevyrábějí.

## Druhy
K nejznámějším patří: madeira,  damašek, grádl, činovatina, véba, kanafas, ségl.

## Použití
Oděvní: košile, šaty, obleky,
Bytové: ubrusy, utěrky, lehátka, rolety
Technické: malířské a knihařské plátno, pytle, plachty aj 